# Brevoxathres seabrai
Brevoxathres seabrai là một loài bọ cánh cứng trong họ Cerambycidae.